# Aleix Melé
Aleix Melé (Barcellona, 1990) è un attore e musicista spagnolo, noto per aver interpretato il ruolo Santiago Becerra / Israel Becerra nella soap Una vita (Acacias 38).

## Biografia
Aleix Melé è nato nel 1990 a Barcellona (Spagna), fin da piccolo ha mostrato un'inclinazione per la recitazione e per la musica.

## Carriera
Aleix Melé si è laureato in recitazione presso l'Institut del Teatre di Barcellona. Successivamente, è stato membro della classe quarta della Young National Classical Theatre Company, con la quale ha lavorato ai progetti Préstame tus palabras, Pedro de Urdemalas, The Tempest, Fuenteovejuna, El Perro del Hortelano e El Banquete.
Ha lavorato nei progetti teatrali Afanys d'amor perduts al TNC, Els Pastorets-Tricicle  al teatro Poliorama, ed è stato membro della Fire Company partecipando ai progetti A House Is Not A Home, La Norma de la Extinción e Fam Oculta diretto da Pau Masaló. Successivamente, si è formato in versi spagnoli, canto e chitarra e ha partecipato a corsi di teatro e danza tenuti da professionisti come Nikolaj Karpov, Maria Smaevich, Marta Carrasco, Oskaras Korsunovas, Dugald Bruce-Lockhart e Peeping Tom.
Aleix Melé ha fatto la sua prima apparizione sul piccolo schermo nel 2010, quando è entrato a far parte del cast della serie La Riera, nel ruolo di Amic Ona. Dal 2010 al 2012 ha recitato nella serie Món 3xl. Nel 2011 ha interpretato il ruolo di Edu nel film Año de Gracia diretto da Ventura Pons. L'anno successivo, nel 2012, ha interpretato il ruolo di Jordi nel film Los inocentes diretto da Carlos Alonso-Ojea, Dídac Cervera e Marta Díaz de Lope Díaz.
Nel 2016 e nel 2017 ha interpretato il ruolo di Willy nella serie Cites. Nel 2018 ha interpretato il ruolo di Jacobo nella serie Istinto.
Nel 2019 e nel 2020 è entrato a far parte del cast della soap opera Una vita (Acacias 38), con il ruolo di Santiago Becerra / Israel Becerra. Nel 2021 e nel 2022 ha interpretato il ruolo di Juli nella serie Com si fos ahir.
Nel 2020 ha debuttato nel mondo musicale pubblicando il suo primo album Bu.

### Lingua
Aleix Melé oltre allo spagnolo e il catalano, parla fluentemente l'inglese.

## Filmografia

### Cinema
- Año de Gracia, regia di Ventura Pons (2011)
- Los inocentes, regia di Carlos Alonso-Ojea, Dídac Cervera e Marta Díaz de Lope Díaz (2012)

### Televisione
- La Riera – serie TV (2010) – Amic Ona
- Món 3xl – serie TV (2010-2012)
- Cites – serie TV (2016-2017) – Willy
- Instinto – serie TV (2018) – Jacobo
- Una vita (Acacias 38) – soap opera, 113 episodi (2019-2020) – Santiago Becerra / Israel Becerra
- Com si fos ahir – serie TV (2021-2022) – Juli

### Cortometraggi
- Kayak, regia di Marc Pujolar (2012)
- Un día especial, regia di Daniel Padró (2013)
- De Vuelta, regia di Gabriel Dorado (2013) – Jordi

## Teatro
- FamOculta, diretto da Pau Masaló, presso il teatro Tantarantana (2013)
- Els Pastorets-Tricicle, diretto da Paco Mir, presso il teatro Poliorama (2013-2014)
- LaNorma de la Extinción, Platónov, diretto da Pau Masaló, presso il teatro Maldà y gira (2014)
- A House Is Not A Home, diretto da Pau Masaló, presso il teatro Fira Tàrrega (2015)
- Préstame tus Palabras, diretto da Álex Ruiz Pastor, presso il teatro Gira escolar nacional (2015-2017)
- Teen Time Gone, diretto da Miquel G. Font, presso il teatro Habemus Corpus (2016) – Nau Ivanow
- The Tempest, diretto da Kelly Hunter, presso il teatro Flute (2016) – Alcalá de Henares
- Pedro de Urdemalas, diretto da Denis Rafter, presso il teatro de la Comedia y gira (2016)
- Fuenteovejuna, diretto da Javier H. Simón, presso il teatro de la Comedia y gira (2017)
- El Perro del Hortelano, diretto da Helena Pimenta, presso il teatro de la Comedia y gira (2017-2018)
- Membro della 4ª promozione della Compagnia Nazionale Giovani del Teatro Classico (2015-2017)
- El Banquete, diretto da Catherine Marnas & Helena Pimenta, presso il teatro de la Comedia y gira (2018-2019)
- Afanys d'amor perduts, diretto da Pere Planella, presso il teatro de la Comedia y gira (2019)

## Discografia

### Album
- Bu di Aleix Melé, prodotto da Miguel Magdalena Perì (2020)

## Doppiatori italiani
Nelle versioni in italiano dei suoi film e delle sue serie TV, Aleix Melé è stato doppiato da:
- Alessandro Germano[20] in Una vita[21]